# Brug 501
Brug 501 is een vaste brug op de grens tussen de gemeenten Amsterdam en Amstelveen.
De duikerbrug vormt de verbinding tussen de Amstelveenseweg in Amsterdam en het Amsterdamse Bos, dat valt onder de gemeente Amstelveen. Ze voert over de Hoornsloot annex Koenenkade. 
Die Hoornsloot werd in 1954/1955 noordwaarts verlegd om een nieuwe ingang van het bos te creëren. Amsterdam besteedde de brug op 3 januari 1955 aan, ze zou alleen toegankelijk worden voor voetgangers en fietsers. Voor autoverkeer zou de Jacob Heinenbrug (brug 503) worden aangelegd. Op 7 april 1955 ging de eerste van 72 betonnen heipalen de grond in voor deze 42,70 meter brede en 36 meter lange brug. De doorvaart is echter maar zes meter breed. Het ontwerp is afkomstig van de Dienst der Publieke Werken met esthetisch architect Dick Slebos. Slebos was de opvolger van Piet Kramer, die een veelvoud aan bruggen voor het Amsterdamse Bos ontwierp. De brug werd met die 42 meter breedte extreem breed aangelegd. De op de brug aangelegde voetpaden zijn elk 15 meter breed en zijn bedekt met bosverharding (grasland) met daartussen een fietspad van 10 meter breed.
Slebos ontwierp tegelijkertijd ook het spoorbruggetje over de Hoornsloot ten behoeve van de Spoorlijn Aalsmeer - Amsterdam Willemspark, waar later de Electrische Museumtramlijn Amsterdam van gebruik zou maken. 
In 1963/1964 werd aan de zuidoostkant van de brug een vleugelmuur geplaatst. Deze muur zorgde voor afscheiding van de bebouwing langs de Amstelveenseweg. In die vleugelmuur werd ruimte gemaakt voor bergruimte (bedoeld voor een sabbatketting), de muur droeg tevens zitbanken, een sokkel voor een vlaggenmast en een van twee of drie tegelkaarten. Er zouden ook twee terrasjes gemaakt worden, waarop plantenbakken zouden komen; het bleef bij terrasjes alleen. Ten noordwesten van de brug werd in 2014 de Stedenmaagd Amsterdamse Bos geplaatst.

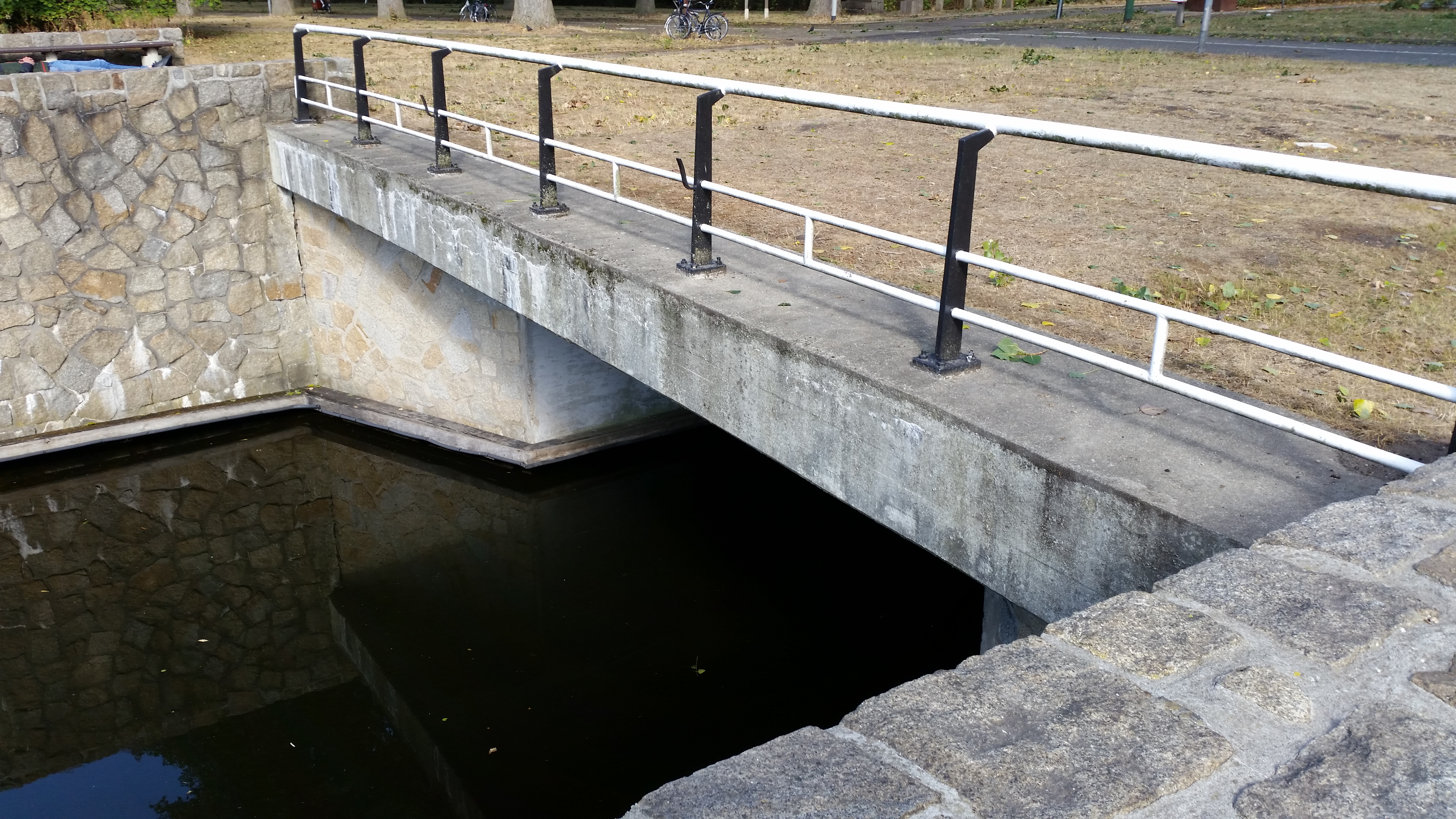
De duiker van brug 501 (augustus 2018)

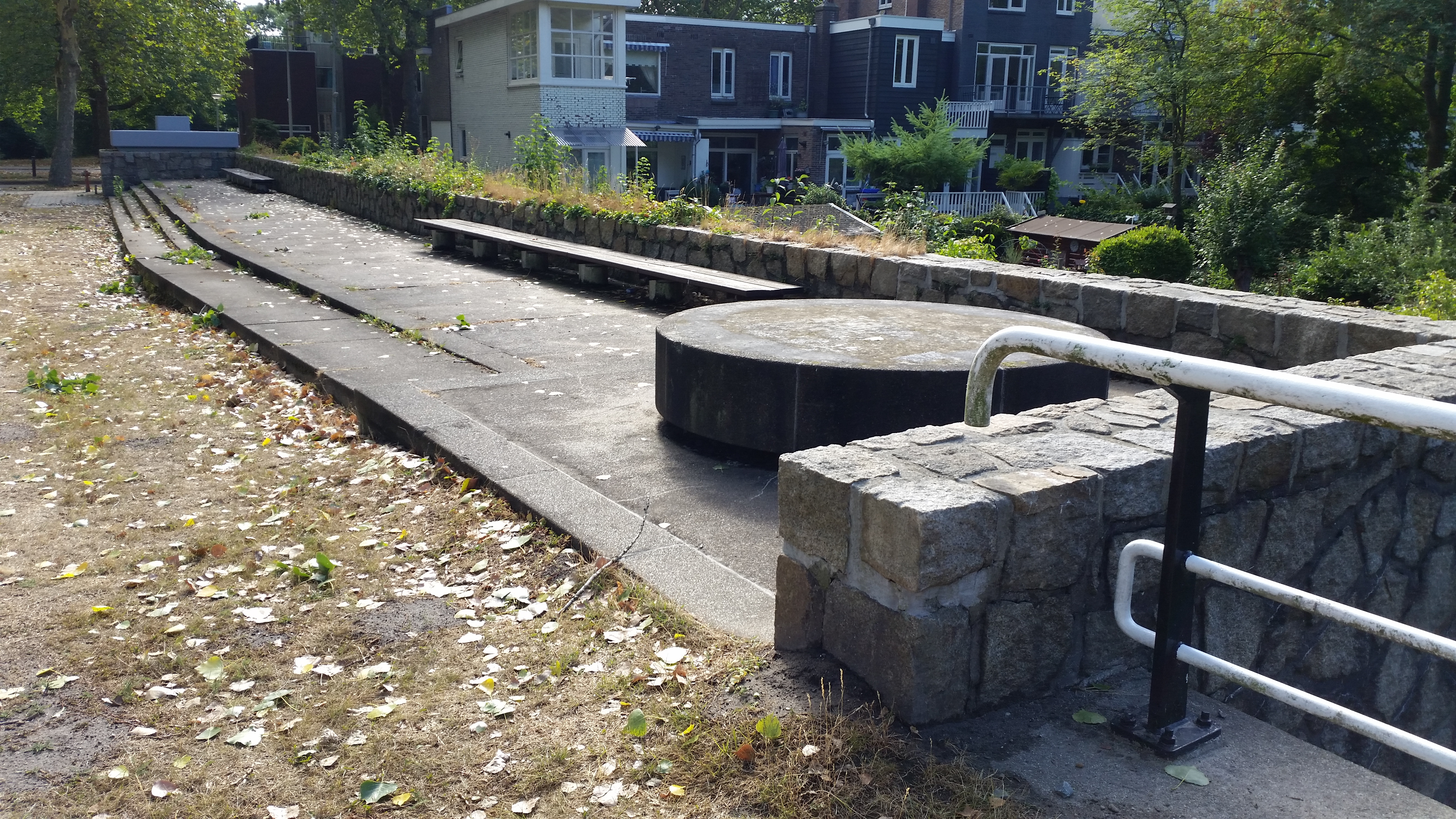
De vleugelmuur met op het eind de sokkel voor de vlaggenmast en vooraan de stenen schijf (augustus 2018)

<<< · 500 · 501 ·  503 · 504 · 505 · 506 · 507 · 508 · 509 · 510 · 511 · 512 · 513 · 514 · 515 · 516 · 517 · 518 · 519 · 520 · 521 · 522 · 523 · 525 · 526 · 527 · 528 · 530 · 531 · 532 · 533 · 534 · 535 · 536 · 537 · 538 · 539 · 540 · 541 · 542 · 543 · 544 · 545 · 546 · 547 · 548 · 549 · 550 · 551 · 552 · 553 · 554 · 555 · 556 · 557 · 558 · 559 · 560 · 561 · 562 · 563 · 564 · 565 · 566 · 567 · 569 · 571 · 572 · 573 · 575 · 577 · 578 · 580 · 581 · 582 · 583 · 584 · 586 · 587 · 589 · 590 · 591 · 592 · 593 · 594 · >>>
Brugnummers 502, 524, 529, 568, 570, 574, 576, 579, 585, 588, 595, 596, 597, 598, 599 zijn niet (meer) vergeven.